# Лупинская, Полина Абрамовна
Поли́на Абра́мовна Лупи́нская (20 августа 1921 года, Москва — 15 марта 2010 года, Москва) — советский и российский правовед, доктор юридических наук, профессор, заведующая кафедрой уголовно-процессуального права МГЮА имени О. Е. Кутафина, Заслуженный деятель науки Российской Федерации (1995), почётный работник прокуратуры Российской Федерации.

## Биография
- В 1945 г. окончила Всесоюзный юридический заочный институт.
- В 1946—1949 гг. — аспирант Всесоюзного юридического научно-исследовательского института (г. Москва).
- В 1949 г. защитила кандидатскую диссертацию на тему: «Пересмотр приговоров в порядке надзора в советском уголовном процессе».
- В 1973 г. защитила докторскую диссертацию на тему: «Теоретические основы принятия решений в советском уголовном процессе».
- В 1941—1945 гг. — народный следователь прокуратуры Центрального района г. Барнаула, прокурор уголовно-судебного отдела прокуратуры Алтайского края.
- В 1951—1964 гг. — старший преподаватель, доцент, профессор кафедры уголовно-процессуального права Всесоюзного юридического заочного института.
- С 1964 г. — заведующая кафедрой уголовно-процессуального права Всесоюзного юридического заочного института (в 1990 году ВЮЗИ был преобразован в Московский юридический институт, с 1993 года — получил статус Академии).

Подготовила 25 кандидатов юридических наук.
Автор более 100 работ, а также глав вышедшего под её ответственным редактированием учебника «Уголовно-процессуального права», рекомендованного Министерством высшего образования в качестве учебника для высших юридических учебных заведений в нашей стране и выдержавшего ряд изданий.
Являлась членом рабочей группы по подготовке проекта Уголовно-процессуального кодекса РФ в Министерстве юстиции РФ, проекта модельного УПК для государств — участников СНГ. Была членом экспертной группы при комитете Государственной Думы по гражданскому, арбитражному и процессуальному законодательству. За участие в подготовке проекта УПК РФ ей была объявлена благодарность. Была членом экспертной группы при комитете Государственной Думы по гражданскому, арбитражному и процессуальному законодательству.
На протяжении последних 30 лет принимала участие в научно-консультативных органах: с 1973 года была членом научно-консультативного Совета при Верховном Суде СССР; с 1975 года — членом научно-консультативного совета при Верховном Суде РФ, членом Совета при Президенте РФ по вопросам совершенствования правосудия; с 2002 года — членом научно-консультативного совета при Генеральной Прокуратуре РФ; с 2005 года — членом Научно-консультативного совета при Адвокатской Палате РФ.
Похоронена на Донском кладбище в Москве.

## Награды и звания
Награждена орденом Почёта (2007), медалью ордена «За заслуги перед Отечеством» II степени, знаком «За отличные успехи в работе».
Заслуженный деятель науки Российской Федерации, почётный работник прокуратуры.